# Rollin'
Rollin' (em coreano: 롤린) é uma canção do grupo feminino sul-coreano Brave Girls. Foi lançada em 7 de março de 2017 como o primeiro single do EP de mesmo nome. Escrita por Brave Brothers, Two Champ e Chakun, a música foi caracterizada como uma faixa dance-pop que incorpora elementos do tropical house. Uma versão rearranjada da música intitulada "Rollin' (New Version)" foi lançada em 11 de agosto de 2018, como agradecimento aos fãs do grupo pelo apoio à versão original.
Um sliper hit, "Rollin'" inicialmente falhou nas paradas da Coréia do Sul após seu lançamento. Quatro anos depois, a música experimentou um aumento repentino de popularidade quando um vídeo de compilação de Brave Girls se apresentando para os militares sul-coreanos se tornou viral no país em fevereiro de 2021. Logo se tornou um sucesso nacional e alcançou o número um no Gaon Digital Chart e o K-pop Hot 100, onde permaneceu por cinco e seis semanas não consecutivas, respectivamente.

## Lançamento e promoção
"Rollin" foi originalmente lançado em 7 de março de 2017, como a faixa-título e primeiro single do quarto mini-álbum do Brave Girls, Rollin'. O grupo começou as atividades promocionais para a música mais tarde naquele dia com sua primeira apresentação no programa de premiação musical no The Show da SBS MTV , seguido por aparições no Show Champion da MBC Music em 8 de março de M Countdown da Mnet em 9 de março, Inkigayo da SBS em 12 de março, e Music Bank da KBS2 em 24 de março. Em 11 de agosto de 2018, o grupo lançou "Rollin' (New Version)", uma versão rearranjada da música, como um presente aos fãs por seu apoio apaixonado à música ao longo do ano e meio anterior.
Em março de 2021, em resposta ao aumento de popularidade da música depois de se tornar viral, Brave Girls retomou as promoções da música.

## Recepção
Antes do lançamento da música, a KBS considerou "Rollin'" imprópria para transmissão, afirmando que certas partes da letra continham uma gíria que era muito vulgar. A Brave Entertainment respondeu que revisaria a letra e reenviaria a música para reavaliação. Em 8 de março de 2017, a mídia noticiou que a versão modificada havia sido revisada e aceita pela KBS.

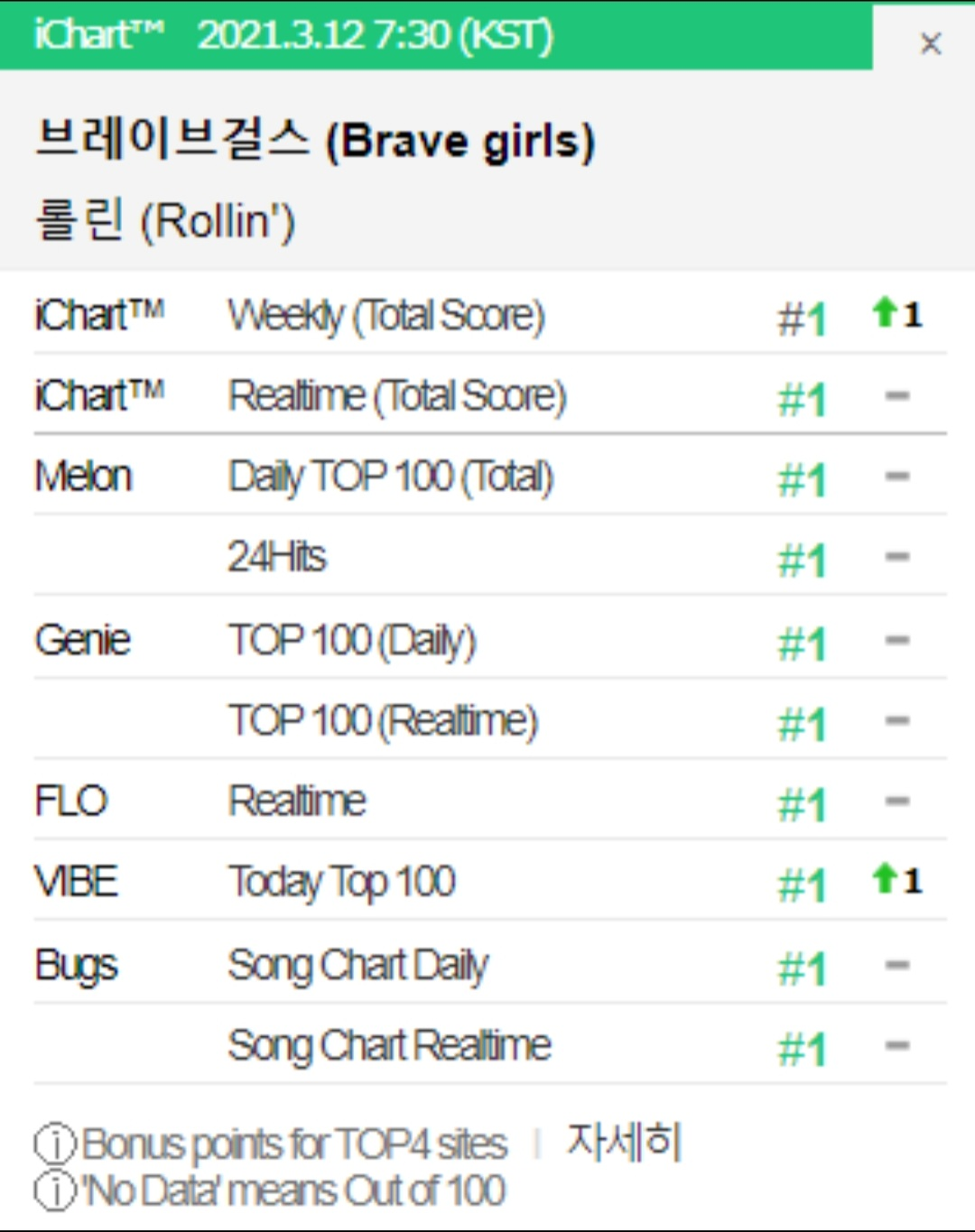
Primeiro Perfect All-Kill da carreia de Brave Girls.

No final de fevereiro de 2021, quatro anos após o lançamento da música, um vídeo de compilação de Brave Girls tocando a música se tornou viral no YouTube. A música posteriormente recebeu um aumento de popularidade e subiu ao topo das paradas musicais em tempo real. Logo alcançou um "Perfect all-kill", simultaneamente no topo de todas as paradas em tempo real na Coréia do Sul, e se tornou a primeira música de um grupo a fazê-lo em 2021. Em 22 de março de 2021, "RRollin' liderou as paradas por 198 horas, fazendo do Brave Girls o grupo feminino com mais "Perfect all-kills", um recorde anteriormente detido pelo grupo feminino Twice que teve um total de 197 PAKs, Atualmente a música lidera com 262 horas, tornando-se a música de um grupo feminino com mais "Perfect all-kills".

## Desempenho comercial
Na época de seu lançamento original em 2017, "Rollin'" não conseguiu entrar no Gaon Digital Chart da Coréia do Sul. Após se tornar viral no início do mês de fevereiro de 2021, a música entrou no componente Download Chart no número 60 na semana que terminou em 27 de fevereiro, e alcançou o número quatro na semana seguinte, no período que terminou em 6 de março. 
A música estreou no Digital Chart na mesma semana no número dois. Ele alcançou o topo da parada em sua terceira semana, para o período que terminou em 20 de março, dando a Brave Girls seu primeiro número um no país. A música passou uma segunda semana consecutiva no topo, no período que terminou em 27 de março de 2021 antes de ser substituído por "Lilac" de IU na semana que terminou em 3 de abril. Coletivamente, passou cinco semanas não consecutivas em primeiro lugar, tornando-se a primeira música de um grupo feminino na história do Gaon a alcançar isso. 
"Rollin'" também entrou no componente Streaming Chart para o período encerrado em 6 de março, no número três. Chegou ao número um na semana seguinte, onde permaneceu por três semanas consecutivas até que "Lilac" conquistou a liderança também. A música passou sete semanas não consecutivas em primeiro lugar no ranking de streaming. Ela liderou as paradas mensais de Digital e Streaming de março e maio. Quando Gaon publicou suas paradas de meio de ano em julho, "Rollin'" ficou em segundo lugar nas paradas Digital e Streaming, e em sexto no Download Chart.
Na Coreia do Sul, "Rollin'" foi a segunda música mais bem sucedida de 2021, segunda música mais transmitida de 2021, e a oitava música mais vendida de 2021.
"Rollin'" entrou na Billboard K-pop Hot 100 no número 23 na edição de 13 de março de 2021, marcando a primeira entrada de Brave Girls no gráfico. A música subiu para o número dois em sua segunda semana, e alcançou o número um em sua terceira, tornando-se o primeiro número um da carreira do grupo e tornando Brave Girls apenas o terceiro grupo feminino de  K-pop da história - atrás de Oh My Girl e Blackpink - para liderar o ranking. É a segunda música do catálogo sul-coreano a liderar o gráfico e detém o recorde de maior subida - quatro anos - para o número um. Rollin'" passou seis semanas não consecutivas no número um na parada.
"Rollin' (New Version)" estreou no número 130 no Gaon Download Chart para a semana que terminou em 6 de março de 2021, e alcançou o número 50 na edição da semana que terminou em 20 de março. A música também entrou no Digital Chart para essa mesma semana no número 163, seu pico. Ela alcançou o número 199 no Streaming Chart para a semana que terminou em 27 de março.

## Paradas

### Paradas semanais
| Chart (2021)                                      | Peak posição |
| ------------------------------------------------- | ------------ |
| Global Excl. U.S.                                 | 189          |
| Coreia do Sul (Gaon)                              | 1            |
| Coreia do Sul (K-pop Hot 100)                     | 1            |
| US World Digital Song Sales (World Digital Songs) | 13           |

### Paradas mensais
| Chart (2021)                  | Peak Posição |
| ----------------------------- | ------------ |
| Coreia do Sul (Gaon)          | 1            |
| Coreia do Sul (K-pop Hot 100) | 1            |

### Paradas anuais
| Chart (2021)         | Posição |
| -------------------- | ------- |
| Coreia do Sul (Gaon) | 2       |

## Prêmios
| Programa      | empresa | Data                | Ref.   |
| ------------- | ------- | ------------------- | ------ |
| Inkigayo      | SBS     | 14 de Março de 2021 | [ 8 ]  |
| Inkigayo      | SBS     | 21 de Março de 2021 | [ 9 ]  |
| Inkigayo      | SBS     | 9 de Maio de 2021   | [ 10 ] |
| The Show      | SBS MTV | 16 de Março de 2021 | [ 11 ] |
| Show Champion | MBC M   | 17 de Março de 2021 | [ 12 ] |
| M Countdown   | Mnet    | 18 de Março de 2021 | [ 13 ] |
| Music Bank    | KBS     | 19 de Março de 2021 | [ 14 ] |

| Prêmio                  | Data (2021) |
| ----------------------- | ----------- |
| Weekly Popularity Award | 15 de Março |
| Weekly Popularity Award | 22 de Março |
| Weekly Popularity Award | 29 de Março |
| Weekly Popularity Award | 5 de Abril  |
| Weekly Popularity Award | 12 de Abril |